# Dead Calm
Dead Calm is een Australische film uit 1989. Het verhaal is gebaseerd op de gelijknamige roman van de Amerikaanse schrijver Charles Williams. Dead Calm betekende de definitieve doorbraak van Nicole Kidman en Sam Neill in de Verenigde Staten. De film werd opgenomen rond het Groot Barrièrerif.

## Verhaal
Rae en John, een getrouwd stel, proberen over de dood van hun kind (dat is omgekomen bij een auto-ongeluk) heen te komen tijdens een zeilreis. Midden op zee, komen zij een zwaar beschadigd schip tegen. Er komt een man aangeroeid die zwaar overstuur is. Hij blijkt Hughie te heten en hij vertelt dat hij de enige overlevende is. Alle andere passagiers zijn gestorven aan botulisme na het eten van bedorven zalm in blik.
Terwijl Hughie ligt te slapen gaat John (die Hughies verhaal in twijfel trekt) naar het schip en treft een ravage en een aantal lijken aan. Hughie, die intussen wakker is geworden, neemt de controle over het zeiljacht over en vaart weg, met Rae aan boord. John blijft bij het zinkende schip achter.
Terwijl John het schip drijvende probeert te houden en tegelijkertijd de achtervolging inzet, moet Rae zich Hughie van het lijf houden. Ze bedenkt een plan om hem uit te schakelen en terug te varen naar John.

## Rolverdeling
| Acteur                | Personage               |
| --------------------- | ----------------------- |
| Nicole Kidman         | Rae Ingram              |
| Sam Neill             | John Ingram             |
| Billy Zane            | Hughie Warriner         |
| Rod Mullinar          | Russell Bellows         |
| Joshua Tilden         | Danny Ingram            |
| George Shevtsov       | Arts                    |
| Michael Long          | Specialistisch arts     |
| Lisa Collins          | 'Orpheus'-cruise meisje |
| Paula Hudson-Brinkley | 'Orpheus'-cruise meisje |
| Sharon Cook           | 'Orpheus'-cruise meisje |
| Malinda Rutter        | 'Orpheus'-cruise meisje |
| Benji                 | Ben de hond             |

## Achtergrond
De film werd in 14 weken opgenomen.
De film werd goed ontvangen door critici. Op Rotten Tomatoes scoort de film 95% aan goede beoordelingen. De film staat in de top 1000 van de New York Times.

## Prijzen en nominaties
| jaar | prijs             | categorie                                | genomineerde(n)                   | uitslag     |
| ---- | ----------------- | ---------------------------------------- | --------------------------------- | ----------- |
| 1989 | AFI Award         | Best Achievement in Cinematography       | Dean Semler                       | gewonnen    |
| 1989 | AFI Award         | Best Achievement in Editing              | Richard Francis-Bruce             | gewonnen    |
| 1989 | AFI Award         | Best Achievement in Sound                | Ben Osmo, Lee Smith, Roger Savage | gewonnen    |
| 1989 | AFI Award         | Best Original Music Score                | Graeme Revell                     | gewonnen    |
| 1989 | AFI Award         | Best Achievement in Production Design    | Graham 'Grace' Walker             | genomineerd |
| 1989 | AFI Award         | Beste regisseur                          | Phillip Noyce                     | genomineerd |
| 1989 | AFI Award         | Beste film                               | -                                 | genomineerd |
| 1989 | AFI Award         | Best Screenplay, Adapted                 | Terry Hayes                       | genomineerd |
| 1990 | Golden Reel Award | beste geluidsmontage - buitenlandse film | -                                 | gewonnen    |
| 1991 | Saturn Award      | Beste actrice                            | Nicole Kidman                     | genomineerd |